# Украинское (Лозовский район)
Украи́нское (укр. Українське; до 2016 г. — Петро́вское, до 1959 г. — Вели́кая Яблочи́на) — село, Орельский поселковый совет, Лозовский район, Харьковская область, Украина.
Код КОАТУУ — 6323955704. Население по переписи 2001 года составляет 562 (274/288 м/ж) человека.

## Географическое положение
Село Украинское находится на левом берегу Орельского водохранилища (река Орелька и Канал Днепр — Донбасс).
Выше по течению на расстоянии в 2,5 км расположено село Александровка Первая,
ниже по течению на расстоянии в 1 км расположено село Шугаевка,
на противоположном берегу — село Красная Горка (Сахновщинский район).

## История
- 1908 — дата основания как села Великая Яблочина.
- Село входило в Екатеринославскую губернию, затем в Харьковскую область.
- Село было образовано в результате объединения сел Покро́вское, Петро́вка и Фёдоровка[2]
- При СССР село было наименовано Петровским в честь советского деятеля Григория Ивановича Петровского. 1959 — переименовано в село Петровское.
- 2016 — переименовано в село Украинское.

## Название
При СССР в области прошли множественные переименования значительной части населённых пунктов в «революционные» названия — в честь Октябрьской революции, пролетариата, сов. власти, Кр. армии, социализма, Сов. Украины, деятелей "демократического и революционного движения" (Т. Шевченко, Г. Петровского) и новых праздников (1 мая и др.) 
В 1950-х годах село было наименовано Петровским в честь советского деятеля Григория Ивановича Петровского.
Одинаковые новые названия приводили к путанице, так как в одной Харьковской области рядом могли оказаться сёла с такими же названиями): в одной Харьковской области находились в 2016 году девять Петровских: Петровское (Балаклейский район), Петровское (Двуречанский район), Петровское (Кегичёвский район), Петровское (Краснокутский район), Петровское (Близнюковский район), Петровское (Волчанский район), Петровское (Зачепиловский район), Петровское (Лозовской район), Петровское (Чугуевский район), и четыре Украинских: Украинское (Волчанский район), Украинское (Змиевской район), Украинское (Лозовской район), Украинское (Харьковский район).
На территории УССР находились 69 населённых пунктов с названием Петровское.
На территории Украины расположены 18 населённых пунктов с названием Украинское.

## Экономика
- При СССР в селе была птице-товарная ферма.

## Достопримечательности
- Братская могила советских воинов РККА. Похоронены 204 павших воина.